# بانیو آ ریپولی
بانیو آ ریپولی (به ایتالیایی: Bagno a Ripoli) یک کومونه در ایتالیا است که در استان فلورانس واقع شده‌است.

## خصوصیات
بانیو آ ریپولی ۷۴٫۱ کیلومترمربع مساحت و ۲۵٬۷۶۷ نفر جمعیت دارد و ۷۵ متر بالاتر از سطح دریا واقع شده‌است.

## خواهرخوانده
شهر وایتراشتات خواهرخواندهٔ بانیو آ ریپولی هست.